# Colombia en la Copa Mundial de Fútbol
La Selección de fútbol de Colombia ha jugado en seis ediciones de la Copa Mundial de Fútbol. Su primera participación fue en la Copa Mundial de Fútbol de 1962 y su última participación fue en la Copa Mundial de Fútbol de 2018. La selección se ubica en el puesto vigésimo séptimo (número 27) en el ranking histórico de los Mundiales de Fútbol.
El máximo goleador es James Rodríguez, el cual anotó 6 goles en la Copa Mundial de Fútbol de 2014, ganando el botín de oro en ese mundial. Por otro lado, los jugadores con más participaciones son Carlos Valderrama  y Freddy Rincón que participaron en los Mundiales de 1990, 1994 y 1998.
Su mejor participación fue en el Mundial de Brasil del 2014, en donde llegaron a los cuartos de final, terminando en la posición 5° del torneo y su peor participación fue en el Mundial de Francia de 1998, donde fueron eliminados en primera fase, terminando en la posición 21° del torneo.

## Chile 1962
Colombia clasificó por primera vez a un Mundial luego de derrotar a la Selección de fútbol del Perú en las eliminatorias. Como Perú era el favorito de esa llave de clasificación, los organizadores del mundial habían escogido como sede para el ganador de ese partido la ciudad de Arica, en el norte de Chile, con la expectativa de que los hinchas peruanos se trasladaran allí en masa y les reportará beneficios económicos. Sin embargo, Colombia dio la sorpresa y les dañó los planes.
La selección, dirigida por el argentino Adolfo Pedernera, debutó frente a Uruguay el 30 de mayo en el Estadio Carlos Dittborn. Aunque Francisco Zuluaga anotó el primer gol y adelantó a Colombia en el marcador (siendo el primer colombiano en anotar un gol en un mundial), Uruguay terminó ganando el partido 2:1.
Cuatro días después, Colombia igualó 4:4 con la Unión Soviética, la favorita del grupo, luego de un increíble partido en el que el equipo nacional remontó un marcador adverso. Allí, el volante colombiano Marcos Coll anotó el primer y único gol olímpico de la historia de los mundiales al legendario arquero soviético Lev Yashin. Fue, por muchos años, el partido más importante de la historia de la selección.
El 7 de junio, sin embargo, Colombia fue goleada 0:5 por Yugoslavia y quedó eliminada del mundial. Su posición en el ranking fue 14°.

### Grupo A
| peppa           | Pts | PJ | PG | PE | PP | GF | GC |
| --------------- | --- | -- | -- | -- | -- | -- | -- |
| Unión Soviética | 5   | 3  | 2  | 1  | 0  | 8  | 5  |
| Yugoslavia      | 4   | 3  | 2  | 0  | 1  | 8  | 3  |
| Uruguay         | 2   | 3  | 1  | 0  | 2  | 4  | 6  |
| Colombia        | 1   | 3  | 0  | 1  | 2  | 5  | 11 |

| 30 de mayo de 1962                                       | Colombia           | 1:2 (1:0) | Uruguay                 | Estadio Carlos Dittborn, Arica                          |                                                         |
|                                                          | Zuluaga 19' (pen.) |           | Sasia 56' · Cubilla 75' | Asistencia: 7.908 espectadores Árbitro(s): Andor Dorogi | Asistencia: 7.908 espectadores Árbitro(s): Andor Dorogi |
| Zuluaga marca el primer gol de Colombia en los mundiales |                    |           |                         |                                                         |                                                         |

| 3 de junio de 1962                                                                                               | Colombia                                       | 4:4 (1:3) | Unión Soviética                                 | Estadio Carlos Dittborn, Arica                              |                                                             |
| | Aceros 21' · Coll 68' · Rada 72' · Klinger 86' |           | Ivanov 8', 11' · Chislenko 10' · Ponedelnik 56' | Asistencia: 8.040 espectadores Árbitro(s): João Etzel Filho | Asistencia: 8.040 espectadores Árbitro(s): João Etzel Filho |
| El gol anotado por Coll es el primer y hasta ahora único gol olímpico en la historia de los Mundiales de Fútbol. |                                                |           |                                                 |                                                             |                                                             |

| 7 de junio de 1962 | Colombia | 0:5 (0:2) | Yugoslavia                                     | Estadio Carlos Dittborn, Arica                                  |                                                                 |
|                    |          |           | Galić 20', 61' · Jerković 25', 87' · Melic 82' | Asistencia: 7.167 espectadores Árbitro(s): Carlos Robles Robles | Asistencia: 7.167 espectadores Árbitro(s): Carlos Robles Robles |

### Estadísticas

#### Posiciones
| Equipo | Equipo   | Pts | PJ | PG | PE | PP | GF | GC | Dif | Rend  |
| ------ | -------- | --- | -- | -- | -- | -- | -- | -- | --- | ----- |
| 13     | Uruguay  | 2   | 3  | 1  | 0  | 2  | 4  | 6  | -2  | 33,3% |
| 14     | Colombia | 1   | 3  | 0  | 1  | 2  | 5  | 11 | -6  | 16,7% |
| 15     | Bulgaria | 1   | 3  | 0  | 1  | 2  | 1  | 7  | -6  | 16,7% |

#### Goleadores
| Jugador           | Goles anotados |
| ----------------- | -------------- |
| Francisco Zuluaga | 1              |
| Germán Aceros     | 1              |
| Marcos Coll       | 1              |
| Antonio Rada      | 1              |
| Marino Klinger    | 1              |

## Italia 1990
Colombia clasificó al mundial luego de 28 años y muchas frustraciones, después de superar a Ecuador y Paraguay en las eliminatorias de la Conmebol y de derrotar a  Israel en el repechaje.
Los dirigidos por Francisco Maturana jugaron su primer partido en el Estadio Renato Dall'Ara de Bolonia el 9 de junio. Allí derrotaron a los Emiratos Árabes Unidos por 2:0, en lo que se convirtió en el primer partido ganado por una selección colombiana en un mundial.
Cinco días después y en el mismo estadio, Colombia perdió por 1:0 ante Yugoslavia en un partido en el que mostró buen juego y en el que se destacó el arquero René Higuita, quién incluso atajó un penal.
En su tercer partido, Colombia empató 1:1 con Alemania Federal, equipo que a la postre sería campeón del mundial, luego de un gol agónico de Freddy Rincón en minuto 49 del segundo tiempo, tras una increíble jugada colectiva que inicio el mediocampista Leonel Álvarez y participaron también Fajardo, Valderrama y Rincón quien concretó el ansiado tanto. Con ese resultado, la selección clasificó por primera vez a los octavos de final.
En esa instancia, sin embargo, perdieron con Camerún por 2:1. Un error de René Higuita, quien salió de la cancha con el balón, permitió a Roger Milla marcar el segundo gol, que terminó dejando por fuera a Colombia. Al final, la selección terminó en el puesto 14° del ranking.

### Grupo D
| Equipo                 | Pts | PJ | PG | PE | PP | GF | GC | Dif |
| ---------------------- | --- | -- | -- | -- | -- | -- | -- | --- |
| Alemania Federal       | 5   | 3  | 2  | 1  | 0  | 10 | 3  | 7   |
| Yugoslavia             | 4   | 3  | 2  | 0  | 1  | 6  | 5  | 1   |
| Colombia               | 3   | 3  | 1  | 1  | 1  | 3  | 2  | 1   |
| Emiratos Árabes Unidos | 0   | 3  | 0  | 0  | 3  | 2  | 11 | -9  |

| 9 de junio de 1990, 17:00                               | Colombia                   | 2:0 (0:0) | Emiratos Árabes Unidos | Stadio Renato Dall'Ara, Bolonia                             |                                                             |
|                                                         | Redín 50' · Valderrama 86' |           |                        | Asistencia: 30.791 espectadores Árbitro(s): George Courtney | Asistencia: 30.791 espectadores Árbitro(s): George Courtney |
| Primera victoria de la Selección Colombia en mundiales. |                            |           |                        |                                                             |                                                             |

| 14 de junio de 1990, 17:00 | Colombia | 0:1 (0:0) | Yugoslavia | Stadio Renato Dall'Ara, Bolonia                           |                                                           |
|                            |          |           | Jozić 75'  | Asistencia: 32.257 espectadores Árbitro(s): Luigi Agnolin | Asistencia: 32.257 espectadores Árbitro(s): Luigi Agnolin |

| 19 de junio de 1990, 17:00                                         | Colombia   | 1:1 (0:0) | Alemania       | Stadio Giuseppe Meazza, Milán                           |                                                         |
|                                                                    | Rincón 90' |           | Littbarski 89' | Asistencia: 72.510 espectadores Árbitro(s): Alan Snoddy | Asistencia: 72.510 espectadores Árbitro(s): Alan Snoddy |
| Primera clasificación a octavos de final de la Selección Colombia. |            |           |                |                                                         |                                                         |

### Octavos de final
| 23 de junio de 1990, 17:00 | Camerún         | 2:1 (0:0) (t. s.) | Colombia   | Stadio San Paolo, Nápoles                                 |                                                           |
|                            | Milla 106' 109' |                   | Redín 115' | Asistencia: 50 026 espectadores Árbitro(s): Tullio Lanese | Asistencia: 50 026 espectadores Árbitro(s): Tullio Lanese |

### Estadísticas

#### Posiciones
| Equipo | Equipo       | Pts | PJ | PG | PE | PP | GF | GC | Dif | Rend  |
| ------ | ------------ | --- | -- | -- | -- | -- | -- | -- | --- | ----- |
| 13     | Costa Rica   | 4   | 4  | 2  | 0  | 2  | 4  | 6  | -2  | 50,0% |
| 14     | Colombia     | 3   | 4  | 1  | 1  | 2  | 4  | 4  | 0   | 37,5% |
| 15     | Países Bajos | 3   | 4  | 0  | 3  | 1  | 3  | 4  | -1  | 37,5% |

#### Goleadores
| Jugador                     | Goles anotados |
| Bernardo Redín              | 2              |
| --------------------------- | -------------- |
| Carlos 'El Pibe' Valderrama | 1              |
| Freddy Rincón               | 1              |

## Estados Unidos 1994
Colombia llegó al mundial como una de las selecciones favoritas debido a su excelente ronda de clasificación en las eliminatorias de la Conmebol, en donde incluso derrotó 0:5 a Argentina, que para ese entonces era subcampeona mundial y campeona de América.
Su participación, sin embargo, fue decepcionante. En el primer partido, jugado en el Rose Bowl de Los Ángeles el 18 de junio, Colombia, dirigida nuevamente por  Francisco Maturana, fue goleada 3:1 por Rumania, con una gran actuación del rumano Gheorghe Hagi. El segundo partido, el 22 de junio, en el mismo estadio, fue contra los anfitriones de Estados Unidos. Colombia era ampliamente favorita, pero cayó derrotada 1:2, con un autogol del defensa Andrés Escobar.
Y aunque la selección ganó el tercer partido contra Suiza 2:0, el 26 de junio en el Stanford Stadium de Stanford, los tres puntos no le alcanzaron para clasificar y quedó eliminada en primera ronda, siendo el primer equipo en irse a la casa. En el ranking final quedó en el puesto 19°.
El mundial, además, terminó de forma trágica cuando el 2 de julio asesinaron en Medellín a Escobar.

### Grupo A
| Equipo         | Pts | PJ | PG | PE | PP | GF | GC |
| -------------- | --- | -- | -- | -- | -- | -- | -- |
| Rumania        | 6   | 3  | 2  | 0  | 1  | 5  | 5  |
| Suiza          | 4   | 3  | 1  | 1  | 1  | 5  | 4  |
| Estados Unidos | 4   | 3  | 1  | 1  | 1  | 3  | 3  |
| Colombia       | 3   | 3  | 1  | 0  | 2  | 4  | 5  |

| 18 de junio de 1994 | Colombia        | 1:3 (1:2) | Rumania                                   | Rose Bowl, Los Ángeles                                              |                                                                     |
|                     | A. Valencia 43' |           | F. Răducioiu 16', 88' · Gheorghe Hagi 34' | Asistencia: 91.586 espectadores Árbitro(s): Jamal Al-Sharif (Siria) | Asistencia: 91.586 espectadores Árbitro(s): Jamal Al-Sharif (Siria) |

| 22 de junio de 1994 | Colombia        | 1:2 (0:1) | Estados Unidos                         | Rose Bowl, Los Ángeles                                            |                                                                   |
|                     | A. Valencia 90' |           | A. Escobar 13' (a.g.) · E. Stewart 52' | Asistencia: 93.689 espectadores Árbitro(s): Fabio Baldas (Italia) | Asistencia: 93.689 espectadores Árbitro(s): Fabio Baldas (Italia) |

| 26 de junio de 1994 | Colombia                           | 2:0 (1:0) | Suiza | Stanford Stadium, San Francisco                                         |                                                                         |
|                     | H. Gaviria 44' · Harold Lozano 90' |           |       | Asistencia: 83.401 espectadores Árbitro(s): Peter Mikkelsen (Dinamarca) | Asistencia: 83.401 espectadores Árbitro(s): Peter Mikkelsen (Dinamarca) |

### Estadísticas

#### Posiciones
| Equipo | Equipo        | Pts | PJ | PG | PE | PP | GF | GC | Dif | Rend  |
| ------ | ------------- | --- | -- | -- | -- | -- | -- | -- | --- | ----- |
| 18     | Rusia         | 3   | 3  | 1  | 0  | 2  | 7  | 6  | 1   | 33,3% |
| 19     | Colombia      | 3   | 3  | 1  | 0  | 2  | 4  | 5  | -1  | 33,3% |
| 20     | Corea del Sur | 2   | 3  | 0  | 2  | 1  | 4  | 5  | -1  | 22,2% |

#### Goleadores
| Jugador                    | Goles anotados |
| Adolfo 'El Tren' Valencia  | 2              |
| -------------------------- | -------------- |
| Hernán 'El Carepa' Gaviria | 1              |
| Harold Lozano              | 1              |

## Francia 1998
Colombia, ahora dirigida por Hernán Darío 'El Bolillo' Gómez llegó al mundial por tercera vez consecutiva. Clasificó luego de jugar las eliminatorias de la Conmebol, que por primera vez se hicieron con el formato de todos contra todos. Allí terminó tercera, por detrás de Argentina y Paraguay.
Como había pasado cuatro años atrás, Colombia comenzó perdiendo contra Rumania, el 15 de junio en el Estadio Gerland de Lyon, por 1:0. En ese partido, el técnico sustituyó a Faustino 'El Tino' Asprilla antes de terminar el juego, algo que disgustó al jugador, considerado uno de los mejores de la selección. Unos días después, Asprilla dio unas fuertes declaraciones a la prensa criticando al entrenador, por lo que este, con el respaldo de los jugadores del equipo, decidió expulsarlo de la convocatoria y sacarlo del mundial.
Eso no fue un impedimento para que Colombia ganara por 1:0 el segundo partido contra Túnez, el 15 de junio en el Stade de la Mosson de Montpellier.
Sin embargo, la selección quedó eliminada cuatro días después, tras perder 2:0 con Inglaterra en el Estadio Bollaert-Delelis de Lens. Al final del partido, David Beckham, quién había marcado un gol de tiro libre, le pidió intercambiar camisetas a Carlos "el Pibe" Valderrama, quien jugó su último partido con la selección.
Colombia terminó 21° en el ranking, su peor participación en un mundial hasta ahora.

### Grupo G
| Equipo     | Pts | PJ | G | E | P | GF | GC | DG |
| ---------- | --- | -- | - | - | - | -- | -- | -- |
| Rumania    | 7   | 3  | 2 | 1 | 0 | 4  | 2  | 2  |
| Inglaterra | 6   | 3  | 2 | 0 | 1 | 5  | 2  | 3  |
| Colombia   | 3   | 3  | 1 | 0 | 2 | 1  | 3  | -2 |
| Túnez      | 1   | 3  | 0 | 1 | 2 | 1  | 4  | -3 |

| 15 de junio de 1998 | Colombia | 0:1 (0:1) | Rumania  | Stade Gerland, Lyon                                       |                                                           |
|                     |          |           | Ilie 41' | Asistencia: 37.572 espectadores Árbitro(s): Lim Kee Chong | Asistencia: 37.572 espectadores Árbitro(s): Lim Kee Chong |

| 22 de junio de 1998 | Colombia     | 1:0 (0:0) | Túnez | Stade de la Mosson, Montpellier                             |                                                             |
|                     | Preciado 83' |           |       | Asistencia: 29.800 espectadores Árbitro(s): Bernd Heynemann | Asistencia: 29.800 espectadores Árbitro(s): Bernd Heynemann |

| 26 de junio de 1998 | Colombia | 0:2 (0:2) | Inglaterra                 | Stade Félix Bollaert, Lens                                       |                                                                  |
|                     |          |           | Anderton 20' · Beckham 29' | Asistencia: 38.100 espectadores Árbitro(s): Arturo Brizio Carter | Asistencia: 38.100 espectadores Árbitro(s): Arturo Brizio Carter |

### Estadísticas

#### Posiciones
| Equipo | Equipo   | Pts | PJ | PG | PE | PP | GF | GC | Dif | Rend  |
| ------ | -------- | --- | -- | -- | -- | -- | -- | -- | --- | ----- |
| 20     | Irán     | 3   | 3  | 1  | 0  | 2  | 2  | 4  | -2  | 33,3% |
| 21     | Colombia | 3   | 3  | 1  | 0  | 2  | 1  | 3  | -2  | 33,3% |
| 22     | Jamaica  | 3   | 3  | 1  | 0  | 2  | 3  | 9  | -6  | 33,3% |

#### Goleadores
| Jugador         | Goles anotados |
| Léider Preciado | 1              |
| --------------- | -------------- |

## Brasil 2014
Colombia volvió a un mundial luego de dieciséis años de espera, de la mano del técnico argentino José Néstor Pékerman. Gracias a su excelente papel en las eliminatorias de la Conmebol, en las que terminó segunda, con treinta puntos, detrás de Argentina, y a su cuarto puesto en el escalafón de la FIFA de octubre de 2013, Colombia fue por primera vez cabeza de serie en el sorteo del mundial y terminó liderando el grupo C.
Meses antes del mundial, la selección  perdió por lesión a Radamel Falcao García, el goleador de la fase clasificatoria y referente del equipo, lo que generó preocupación y temor de parte de la prensa y los hinchas.
Pero el equipo despejó todas las dudas en su primer partido contra Grecia, el 14 de junio en el Estadio Mineirão de Belo Horizonte con un categórico triunfo por 3:0. Cinco días después, selló su clasificación a octavos de final por segunda vez en su historia al derrotar a Costa de Marfil por 2:1 en el Estadio Mané Garrincha de Brasilia. Y el 24 de junio aseguró el primer lugar de su grupo al derrotar a Japón 4:1 en el Estadio Arena Pantanal de Cuiabá. En ese partido, el portero Faryd Mondragón ingresó al terreno de juego a los 85 minutos, obteniendo el récord del jugador más veterano en participar en la historia de los Mundiales de Fútbol.
En octavos de final, Colombia derrotó a Uruguay por 2:0 el 28 de junio en el mítico Estadio Maracaná de Río de Janeiro, consiguiendo por primera vez en su historia el paso a los cuartos de final. Ese día James Rodríguez marcó dos goles, incluyendo el que más adelante sería considerado el mejor gol del mundial.
En los cuartos de final, Colombia se enfrentó al local, Brasil, en el Estadio Castelaó de Fortaleza, el 4 de julio. Allí perdió 2:1, luego de un reñido partido, y quedó eliminada.
Ha sido la mejor participación de Colombia en un mundial de fútbol hasta ahora. La selección terminó 5° en el ranking, a solo unos pasos del podio. James Rodríguez, con seis goles, terminó en el primer lugar de la tabla de goleadores y se llevó el Botín de Oro del Mundial, un logró histórico para la selección. La FIFA, además, le otorgó a Colombia el premio al juego limpio.
Debido a esa buena participación, los jugadores y el cuerpo técnico de la selección, fueron recibidos por una multitud a su regreso a Bogotá.

### Grupo C
| Equipo          | Pts. | PJ | PG | PE | PP | GF | GC | Dif. |
| --------------- | ---- | -- | -- | -- | -- | -- | -- | ---- |
| Colombia        | 9    | 3  | 3  | 0  | 0  | 9  | 2  | 7    |
| Grecia          | 4    | 3  | 1  | 1  | 1  | 2  | 4  | -2   |
| Costa de Marfil | 3    | 3  | 1  | 0  | 2  | 4  | 5  | -1   |
| Japón           | 1    | 3  | 0  | 1  | 2  | 2  | 6  | -4   |

| 14 de junio de 2014, 13:00 (UTC-3) | Colombia                                    | 3:0 (1:0) | Grecia | Estadio «Mineirão», Belo Horizonte                      |                                                         |
|                                    | Armero 5' · Gutiérrez 58' · Rodríguez 90+2' | Reporte   |        | Asistencia: 57.174 espectadores Árbitro(s): Mark Geiger | Asistencia: 57.174 espectadores Árbitro(s): Mark Geiger |

| 19 de junio de 2014, 13:00 (UTC-3) | Colombia                     | 2:1 (0:0) | Costa de Marfil | Estadio Mané Garrincha, Brasília                        |                                                         |
|                                    | Rodríguez 64' · Quintero 70' | Reporte   | Gervinho 73'    | Asistencia: 68.748 espectadores Árbitro(s): Howard Webb | Asistencia: 68.748 espectadores Árbitro(s): Howard Webb |

| 24 de junio de 2014, 16:00 (UTC-4) | Japón         | 1:4 (1:1) | Colombia                                               | Estadio Arena Pantanal, Cuiabá                            |                                                           |
|                                    | Okazaki 45+1' | Reporte   | Cuadrado 17' (pen.) · Martínez 55' 82' · Rodríguez 90' | Asistencia: 40.340 espectadores Árbitro(s): Pedro Proença | Asistencia: 40.340 espectadores Árbitro(s): Pedro Proença |

### Octavos de final
| 28 de junio de 2014, 17:00 (UTC-3)          | Colombia          | 2:0 (1:0) | Uruguay | Estadio «Maracanã», Río de Janeiro                        |                                                           |
|                                             | Rodríguez 28' 50' | Reporte   |         | Asistencia: 73.804 espectadores Árbitro(s): Björn Kuipers | Asistencia: 73.804 espectadores Árbitro(s): Björn Kuipers |
| Primera clasificación a cuartos de Colombia |                   |           |         |                                                           |                                                           |

### Cuartos de final
| 4 de julio de 2014, 16:00 (UTC-4) | Brasil                           | 2:1 (0:0) | Colombia                                                                                   | Estadio «Castelão», Fortaleza                                       |                                                                     |
|                                   | Thiago Silva 7' · David Luiz 69' |           | Rodríguez 89.' http://es.fifa.com/worldcup/matches/round=255953/match=300186461/index.html | Asistencia: 60.342 espectadores Árbitro(s): Carlos Velasco Carballo | Asistencia: 60.342 espectadores Árbitro(s): Carlos Velasco Carballo |

### Estadísticas

#### Posiciones
| Equipo | Equipo   | Pts | PJ | PG | PE | PP | GF | GC | Dif | Rend  |
| ------ | -------- | --- | -- | -- | -- | -- | -- | -- | --- | ----- |
| 4      | Brasil   | 10  | 7  | 3  | 2  | 2  | 11 | 14 | -3  | 52,3% |
| 5      | Colombia | 12  | 5  | 4  | 0  | 1  | 12 | 4  | 8   | 80%   |
| 6      | Bélgica  | 12  | 5  | 4  | 0  | 1  | 6  | 3  | 3   | 80%   |

#### Goleadores
| Jugador                 | Goles anotados | Asis. | PJ | Minutos jugados |
| James Rodríguez         | 6              | 2     | 5  | 309'            |
| ----------------------- | -------------- | ----- | -- | --------------- |
| Jackson Martínez        | 2              | 0     | 3  | 194'            |
| Juan Guillermo Cuadrado | 1              | 4     | 5  | 387'            |
| Teófilo Gutiérrez       | 1              | 1     | 4  | 304'            |
| Juan Fernando Quintero  | 1              | 0     | 3  | 93'             |
| Pablo Armero            | 1              | 0     | 5  | 416'            |
| Abel Aguilar            | 0              | 2     | 3  | 238'            |
| Adrian Ramos            | 0              | 1     | 3  | 139'            |

## Rusia 2018
Colombia clasificó a su sexto mundial, el segundo consecutivo, con el técnico argentino José Néstor Pékerman. En esta ocasión las eliminatorias de la Conmebol estuvieron mucho más reñidas y la selección quedó ubicada en el cuarto lugar, por debajo de Brasil, Uruguay y Argentina, consiguiendo su clasificación en la última fecha luego de un empate con Perú.
En su primer partido, jugado el 19 de junio en el Mordovia Arena de Saransk, Colombia perdió 1:2 con Japón, luego de la expulsión en los primeros minutos de Carlos Sánchez. James Rodríguez, quien venía con molestias desde antes del mundial, no salió como titular en ese partido y entró a los 59 minutos, sin poder hacer mucho. Cinco días después, sin embargo, salió a jugar como inicialista el partido contra Polonia en el Kazán Arena de Kazán. Allí la selección jugó muy bien y venció a los polacos con un contundente 3:0.
Colombia finalmente selló su clasificación a la siguiente fase al derrotar a Senegal por 1:0 el 28 de junio en el Samara Arena de Samara, con un gol del defensa Yerry Mina. James salió como inicialista de nuevo, pero tuvo que ser sustituido a los 31 minutos y no pudo volver a jugar ningún partido del mundial.
En octavos de final, la selección tuvo que enfrentar a Inglaterra. El partido se llevó a cabo el 3 de julio en el Otkrytie Arena de Moscú y terminó 1:1 en el tiempo reglamentario, luego de un gol agónico de Yerry Mina que forzó el juego a tiempo extra. Tras mantener el empate, el partido se definió con lanzamientos desde el punto de penal. El arquero David Ospina detuvo el disparo de Jordan Henderson, pero Mateus Uribe y Carlos Bacca fallaron sus respectivos tiros, con lo que Inglaterra ganó la tanda 4:3 y eliminó a Colombia del Mundial.
Al final, la selección terminó 9° en el ranking.

### Grupo H
| Selección | Pts | PJ | PG | PE | PP | GF | GC | Dif |
| --------- | --- | -- | -- | -- | -- | -- | -- | --- |
| Colombia  | 6   | 3  | 2  | 0  | 1  | 5  | 2  | 3   |
| Japón1    | 4   | 3  | 1  | 1  | 1  | 4  | 4  | 0   |
| Senegal   | 4   | 3  | 1  | 1  | 1  | 4  | 4  | 0   |
| Polonia   | 3   | 3  | 1  | 0  | 2  | 2  | 5  | -3  |

| 19 de junio de 2018 | Colombia     | 1:2 (1:1) | Japón                        | Mordovia Arena, Saransk                                   |                                                           |
| 15:00 MSK (UTC+3)   | Quintero 39' | Reporte   | Kagawa 6' (pen.) · Osako 73' | Asistencia: 40 842 espectadores Árbitro(s): Damir Skomina | Asistencia: 40 842 espectadores Árbitro(s): Damir Skomina |

| 24 de junio de 2018, 21:00 (UTC+3) | Polonia | 0:3 (0:1) | Colombia                             | Kazán Arena, Kazán                                             |                                                                |
|                                    |         | Reporte   | Mina 40' · Falcao 70' · Cuadrado 75' | Asistencia: 42 873 espectadores Árbitro(s): César Arturo Ramos | Asistencia: 42 873 espectadores Árbitro(s): César Arturo Ramos |

| 28 de junio de 2018, 18:00 (UTC+4) | Senegal | 0:1 (0:0) | Colombia | Samara Arena, Samara                                      |                                                           |
|                                    |         | Reporte   | Mina 74' | Asistencia: 41 970 espectadores Árbitro(s): Milorad Mažić | Asistencia: 41 970 espectadores Árbitro(s): Milorad Mažić |

### Octavos de final
| 3 de julio de 2018                                                       | Colombia                                   | 1:1 (1:1, 0:0) (t. s.)(3:4 p.) | Inglaterra                                    | Otkrytie Arena, Moscú                                   |                                                         |
| 21:00 MSK (UTC+3)                                                        | Mina 90+3'                                 | Reporte                        | Kane 57' (pen.)                               | Asistencia: 44 190 espectadores Árbitro(s): Mark Geiger | Asistencia: 44 190 espectadores Árbitro(s): Mark Geiger |
|                                                                          |                                            | Tiros desde el punto penal     |                                               |                                                         |                                                         |
|                                                                          | Falcao · Cuadrado · Muriel · Uribe · Bacca |                                | Kane · Rashford · Henderson · Trippier · Dier |                                                         |                                                         |
| Primer triunfo de Inglaterra en una definición por penales en mundiales. |                                            |                                |                                               |                                                         |                                                         |

### Estadísticas

#### Posiciones
| Equipo | Equipo   | Pts | PJ | PG | PE | PP | GF | GC | Dif | Rend   |
| ------ | -------- | --- | -- | -- | -- | -- | -- | -- | --- | ------ |
| 8      | Rusia    | 8   | 5  | 2  | 2  | 1  | 11 | 7  | 4   | 53,33% |
| 9      | Colombia | 7   | 4  | 2  | 1  | 1  | 6  | 3  | 3   | 58,33% |
| 10     | España   | 6   | 4  | 1  | 3  | 0  | 7  | 6  | 1   | 50%    |

#### Goleadores
| Jugador                 | Goles anotados | Asis. | PJ | Minutos jugados |
| Yerry Mina              | 3              | 0     | 3  | 300'            |
| ----------------------- | -------------- | ----- | -- | --------------- |
| Juan Guillermo Cuadrado | 1              | 1     | 4  | 331'            |
| Juan Fernando Quintero  | 1              | 2     | 4  | 310'            |
| Radamel Falcao          | 1              | 0     | 4  | 377'            |
| James Rodríguez         | 0              | 2     | 3  | 152'            |

## Estadísticas generales

### Participaciones
| Mundial             | Ronda Final                   | Puesto                        | PJ                            | PG                            | PE                            | PP                            | GF                            | GC                            | Dif                           | Rend                          |
| ------------------- | ----------------------------- | ----------------------------- | ----------------------------- | ----------------------------- | ----------------------------- | ----------------------------- | ----------------------------- | ----------------------------- | ----------------------------- | ----------------------------- |
| Uruguay 1930        | No estaba afiliada a la FIFA  | No estaba afiliada a la FIFA  | No estaba afiliada a la FIFA  | No estaba afiliada a la FIFA  | No estaba afiliada a la FIFA  | No estaba afiliada a la FIFA  | No estaba afiliada a la FIFA  | No estaba afiliada a la FIFA  | No estaba afiliada a la FIFA  | No estaba afiliada a la FIFA  |
| Italia 1934         | No estaba afiliada a la FIFA  | No estaba afiliada a la FIFA  | No estaba afiliada a la FIFA  | No estaba afiliada a la FIFA  | No estaba afiliada a la FIFA  | No estaba afiliada a la FIFA  | No estaba afiliada a la FIFA  | No estaba afiliada a la FIFA  | No estaba afiliada a la FIFA  | No estaba afiliada a la FIFA  |
| Francia 1938        | No participó                  | No participó                  | No participó                  | No participó                  | No participó                  | No participó                  | No participó                  | No participó                  | No participó                  | No participó                  |
| Brasil 1950         | No participó                  | No participó                  | No participó                  | No participó                  | No participó                  | No participó                  | No participó                  | No participó                  | No participó                  | No participó                  |
| Suiza 1954          | Estaba sancionada por la FIFA | Estaba sancionada por la FIFA | Estaba sancionada por la FIFA | Estaba sancionada por la FIFA | Estaba sancionada por la FIFA | Estaba sancionada por la FIFA | Estaba sancionada por la FIFA | Estaba sancionada por la FIFA | Estaba sancionada por la FIFA | Estaba sancionada por la FIFA |
| Suecia 1958         | No clasificó                  | No clasificó                  | No clasificó                  | No clasificó                  | No clasificó                  | No clasificó                  | No clasificó                  | No clasificó                  | No clasificó                  | No clasificó                  |
| Chile 1962          | Fase de grupos                | 14°                           | 3                             | 0                             | 1                             | 2                             | 5                             | 11                            | -6                            | 16,7%                         |
| Inglaterra 1966     | No clasificó                  | No clasificó                  | No clasificó                  | No clasificó                  | No clasificó                  | No clasificó                  | No clasificó                  | No clasificó                  | No clasificó                  | No clasificó                  |
| México 1970         | No clasificó                  | No clasificó                  | No clasificó                  | No clasificó                  | No clasificó                  | No clasificó                  | No clasificó                  | No clasificó                  | No clasificó                  | No clasificó                  |
| Alemania 1974       | No clasificó                  | No clasificó                  | No clasificó                  | No clasificó                  | No clasificó                  | No clasificó                  | No clasificó                  | No clasificó                  | No clasificó                  | No clasificó                  |
| Argentina 1978      | No clasificó                  | No clasificó                  | No clasificó                  | No clasificó                  | No clasificó                  | No clasificó                  | No clasificó                  | No clasificó                  | No clasificó                  | No clasificó                  |
| España 1982         | No clasificó                  | No clasificó                  | No clasificó                  | No clasificó                  | No clasificó                  | No clasificó                  | No clasificó                  | No clasificó                  | No clasificó                  | No clasificó                  |
| México 1986         | No clasificó                  | No clasificó                  | No clasificó                  | No clasificó                  | No clasificó                  | No clasificó                  | No clasificó                  | No clasificó                  | No clasificó                  | No clasificó                  |
| Italia 1990         | Octavos de final              | 14°                           | 4                             | 1                             | 1                             | 2                             | 4                             | 4                             | 0                             | 37,5%                         |
| Estados Unidos 1994 | Fase de grupos                | 19°                           | 3                             | 1                             | 0                             | 2                             | 4                             | 5                             | -1                            | 33,3%                         |
| Francia 1998        | Fase de grupos                | 21°                           | 3                             | 1                             | 0                             | 2                             | 1                             | 3                             | -2                            | 33,3%                         |
| Japón / Corea 2002  | No clasificó                  | No clasificó                  | No clasificó                  | No clasificó                  | No clasificó                  | No clasificó                  | No clasificó                  | No clasificó                  | No clasificó                  | No clasificó                  |
| Alemania 2006       | No clasificó                  | No clasificó                  | No clasificó                  | No clasificó                  | No clasificó                  | No clasificó                  | No clasificó                  | No clasificó                  | No clasificó                  | No clasificó                  |
| Sudáfrica 2010      | No clasificó                  | No clasificó                  | No clasificó                  | No clasificó                  | No clasificó                  | No clasificó                  | No clasificó                  | No clasificó                  | No clasificó                  | No clasificó                  |
| Brasil 2014         | Cuartos de final              | 5°                            | 5                             | 4                             | 0                             | 1                             | 12                            | 4                             | 8                             | 80%                           |
| Rusia 2018          | Octavos de final              | 9°                            | 4                             | 2                             | 1                             | 1                             | 6                             | 3                             | 3                             | 58,33%                        |
| Catar 2022          | No clasificó                  | No clasificó                  | No clasificó                  | No clasificó                  | No clasificó                  | No clasificó                  | No clasificó                  | No clasificó                  | No clasificó                  | No clasificó                  |
| Norteamérica 2026   |                               |                               |                               |                               |                               |                               |                               |                               |                               |                               |
| Total               | Total                         | Total                         | 22                            | 9                             | 3                             | 10                            | 32                            | 30                            | 2                             | -                             |

### Historial de enfrentamientos
| País                   | PJ | PG | PE | PP | GF | GC | Dif |
| ---------------------- | -- | -- | -- | -- | -- | -- | --- |
| Uruguay                | 2  | 1  | 0  | 1  | 3  | 2  | 1   |
| Yugoslavia             | 2  | 0  | 0  | 2  | 0  | 6  | -6  |
| Rumania                | 2  | 0  | 0  | 2  | 1  | 4  | -3  |
| Inglaterra             | 2  | 0  | 1  | 1  | 1  | 3  | -2  |
| Japón                  | 2  | 1  | 0  | 1  | 5  | 3  | 2   |
| Unión Soviética        | 1  | 0  | 1  | 0  | 4  | 4  | 0   |
| Emiratos Árabes Unidos | 1  | 1  | 0  | 0  | 2  | 0  | 2   |
| Alemania               | 1  | 0  | 1  | 0  | 1  | 1  | 0   |
| Camerún                | 1  | 0  | 0  | 1  | 1  | 2  | -1  |
| Estados Unidos         | 1  | 0  | 0  | 1  | 1  | 2  | -1  |
| Suiza                  | 1  | 1  | 0  | 0  | 2  | 0  | 2   |
| Túnez                  | 1  | 1  | 0  | 0  | 1  | 0  | 1   |
| Grecia                 | 1  | 1  | 0  | 0  | 3  | 0  | 3   |
| Costa de Marfil        | 1  | 1  | 0  | 0  | 2  | 1  | 1   |
| Brasil                 | 1  | 0  | 0  | 1  | 1  | 2  | -1  |
| Polonia                | 1  | 1  | 0  | 0  | 3  | 0  | 3   |
| Senegal                | 1  | 1  | 0  | 0  | 1  | 0  | 1   |

### Goleadores
| Jugadores               | Goles | 1962 | 1990 | 1994 | 1998 | 2014 | 2018 |
| ----------------------- | ----- | ---- | ---- | ---- | ---- | ---- | ---- |
| James Rodríguez*        | 6     |      |      |      |      | 6    |      |
| Yerry Mina              | 3     |      |      |      |      |      | 3    |
| Bernardo Redín          | 2     |      | 2    |      |      |      |      |
| Adolfo Valencia         | 2     |      |      | 2    |      |      |      |
| Jackson Martínez        | 2     |      |      |      |      | 2    |      |
| Juan Fernando Quintero  | 2     |      |      |      |      | 1    | 1    |
| Juan Guillermo Cuadrado | 2     |      |      |      |      | 1    | 1    |
| Francisco Zuluaga       | 1     | 1    |      |      |      |      |      |
| Germán Aceros           | 1     | 1    |      |      |      |      |      |
| Marcos Coll             | 1     | 1    |      |      |      |      |      |
| Antonio Rada            | 1     | 1    |      |      |      |      |      |
| Marino Klinger          | 1     | 1    |      |      |      |      |      |
| Carlos Valderrama       | 1     |      | 1    |      |      |      |      |
| Freddy Rincón           | 1     |      | 1    |      |      |      |      |
| Hernán Gaviria          | 1     |      |      | 1    |      |      |      |
| John Harold Lozano      | 1     |      |      | 1    |      |      |      |
| Léider Preciado         | 1     |      |      |      | 1    |      |      |
| Teófilo Gutiérrez       | 1     |      |      |      |      | 1    |      |
| Pablo Armero            | 1     |      |      |      |      | 1    |      |
| Radamel Falcao          | 1     |      |      |      |      |      | 1    |
| Total                   | 32    | 5    | 4    | 4    | 1    | 12   | 6    |

*Con sus seis goles en Brasil 2014, James Rodríguez se llevó el botín de oro como goleador del mundial.

### Jugadores con más participaciones
| Nombre                 | Mundiales        | Partidos |
| ---------------------- | ---------------- | -------- |
| Carlos Valderrama      | 1990, 1994, 1998 | 10       |
| Freddy Rincón          | 1990, 1994, 1998 | 10       |
| Juan Cuadrado          | 2014, 2018       | 9        |
| David Ospina           | 2014, 2018       | 9        |
| James Rodríguez        | 2014, 2018       | 8        |
| Carlos Sánchez         | 2014, 2018       | 7        |
| Juan Fernando Quintero | 2014, 2018       | 7        |
| Santiago Arias         | 2014, 2018       | 7        |
| Leonel Álvarez         | 1990, 1994       | 7        |
| Andrés Escobar         | 1990, 1994       | 7        |
| Luis Fernando Herrera  | 1990, 1994       | 7        |
| Luis Carlos Perea      | 1990, 1994       | 6        |
| Adolfo Valencia        | 1994, 1998       | 6        |
| Gabriel Jaime Gómez    | 1990, 1994       | 5        |
| Cristián Zapata        | 2014, 2018       | 5        |
| Pablo Armero           | 2014             | 5        |

* Información actualizada hasta Rusia 2018 

## Jugadores convocados
Datos corresponden a situación previo al inicio de cada torneo

### Copa Mundial de 1962
| #    | Nombre            | Posición         | Edad             | Club                   |
| ---- | ----------------- | ---------------- | ---------------- | ---------------------- |
| 1    | Efraín Sánchez    | Portero          | 36 años          | Independiente Medellín |
| 2    | Achito Vivas      | Portero          | 28 años          | Deportivo Pereira      |
| 3    | Francisco Zuluaga | Defensa          | 33 años          | Independiente Santa Fe |
| 4    | Aníbal Alzate     | Defensa          | 29 años          | Deportes Tolima        |
| 5    | Jaime González    | Defensa          | 24 años          | América de Cali        |
| 6    | Ignacio Calle     | Defensa          | 31 años          | Atlético Nacional      |
| 7    | Carlos Aponte     | Defensa          | 22 años          | Independiente Santa Fe |
| 8    | Héctor Echeverry  | Defensa          | 24 años          | Atlético Nacional      |
| 9    | Jaime Silva       | Mediocampista    | 27 años          | Independiente Santa Fe |
| 10   | Rolando Serrano   | Mediocampista    | 23 años          | América de Cali        |
| 11   | Óscar López       | Defensa          | 23 años          | Once Caldas            |
| 12   | Hernando Tovar    | Mediocampista    | 23 años          | Independiente Santa Fe |
| 13   | Germán Aceros     | Delantero        | 23 años          | Deportivo Cali         |
| 14   | Luis Paz          | Delantero        | 23 años          | América de Cali        |
| 15   | Marcos Coll       | Mediocampista    | 26 años          | América de Cali        |
| 16   | Ignacio Pérez     | Delantero        | 27 años          | Once Caldas            |
| 17   | Marino Klinger    | Delantero        | 26 años          | Millonarios            |
| 18   | Eusebio Escobar   | Delantero        | 25 años          | Deportivo Pereira      |
| 19   | Delio Gamboa      | Delantero        | 26 años          | Millonarios            |
| 20   | Antonio Rada      | Delantero        | 25 años          | Deportivo Pereira      |
| 21   | Héctor González   | Delantero        | 24 años          | Independiente Santa Fe |
| 22   | Jairo Arias       | Delantero        | 23 años          | Atlético Nacional      |
| D.T. | Adolfo Pedernera  | Adolfo Pedernera | Adolfo Pedernera | Adolfo Pedernera       |

### Copa Mundial de 1990
| #     | Nombre                | Posición           | Edad               | Club                   |
| ----- | --------------------- | ------------------ | ------------------ | ---------------------- |
| 1     | René Higuita          | Portero            | 23 años            | Atlético Nacional      |
| 2     | Andrés Escobar        | Defensa            | 23 años            | Young Boys             |
| 3     | Gildardo Gómez        | Defensa            | 26 años            | Atlético Nacional      |
| 4     | Luis Fernando Herrera | Defensa            | 27 años            | Atlético Nacional      |
| 5     | León Villa            | Defensa            | 30 años            | Atlético Nacional      |
| 6     | José Ricardo Pérez    | Defensa            | 26 años            | Atlético Nacional      |
| 7     | Carlos Estrada        | Delantero          | 28 años            | Millonarios            |
| 8     | Gabriel Jaime Gómez   | Mediocampista      | 30 años            | Independiente Medellín |
| 9     | Miguel Guerrero       | Delantero          | 22 años            | América de Cali        |
| 10    | Carlos Valderrama     | Mediocampista      | 28 años            | Montpellier            |
| 11    | Bernardo Redín        | Mediocampista      | 26 años            | Deportivo Cali         |
| 12    | Eduardo Niño          | Portero            | 22 años            | Santa Fe               |
| 13    | Carlos Mario Hoyos    | Defensa            | 28 años            | Junior                 |
| 14    | Leonel Álvarez        | Mediocampista      | 24 años            | Atlético Nacional      |
| 15    | Luis Carlos Perea     | Defensa            | 27 años            | Atlético Nacional      |
| 16    | Arnoldo Iguarán       | Delantero          | 33 años            | Millonarios            |
| 17    | Geovanis Cassiani     | Defensa            | 20 años            | Atlético Nacional      |
| 18    | Wilmer Cabrera        | Defensa            | 22 años            | América de Cali        |
| 19    | Freddy Rincón         | Mediocampista      | 23 años            | América de Cali        |
| 20    | Luis Fajardo          | Mediocampista      | 26 años            | Atlético Nacional      |
| 21    | Alexis Mendoza        | Defensa            | 28 años            | Junior                 |
| 22    | Rubén Darío Hernández | Delantero          | 25 años            | Millonarios            |
| D. T. | Francisco Maturana    | Francisco Maturana | Francisco Maturana | Francisco Maturana     |

### Copa Mundial de 1994
| #     | Nombre                  | Posición           | Edad               | Club               |
| ----- | ----------------------- | ------------------ | ------------------ | ------------------ |
| 1     | Óscar Córdoba           | Portero            | 24 años            | América de Cali    |
| 2     | Andrés Escobar          | Defensa            | 27 años            | Atlético Nacional  |
| 3     | Alexis Mendoza          | Defensa            | 33 años            | Junior             |
| 4     | Luis Fernando Herrera   | Defensa            | 32 años            | Atlético Nacional  |
| 5     | Hermán Gaviria          | Mediocampista      | 24 años            | Atlético Nacional  |
| 6     | Gabriel Jaime Gómez     | Mediocampista      | 34 años            | Atlético Nacional  |
| 7     | Antony de Ávila         | Delantero          | 31 años            | América de Cali    |
| 8     | John Harold Lozano      | Mediocampista      | 22 años            | América de Cali    |
| 9     | Iván René Valenciano    | Delantero          | 22 años            | Junior             |
| 10    | Carlos Valderrama       | Mediocampista      | 32 años            | Junior             |
| 11    | Adolfo Valencia         | Delantero          | 26 años            | Bayern de Múnich   |
| 12    | Faryd Mondragón         | Portero            | 23 años            | Argentinos Juniors |
| 13    | Néstor Ortiz            | Defensa            | 26 años            | Once Caldas        |
| 14    | Leonel Álvarez          | Mediocampista      | 28 años            | América de Cali    |
| 15    | Luis Carlos Perea       | Defensa            | 30 años            | Junior             |
| 16    | Víctor Hugo Aristizábal | Delantero          | 22 años            | Valencia C. F.     |
| 17    | Mauricio Serna          | Mediocampista      | 26 años            | Atlético Nacional  |
| 18    | Óscar Fernando Cortés   | Defensa            | 25 años            | Millonarios        |
| 19    | Freddy Rincón           | Mediocampista      | 27 años            | América de Cali    |
| 20    | Wilson Pérez            | Defensa            | 26 años            | América de Cali    |
| 21    | Faustino Asprilla       | Delantero          | 24 años            | Parma F. C.        |
| 22    | José María Pazo         | Portero            | 30 años            | Junior             |
| D. T. | Francisco Maturana      | Francisco Maturana | Francisco Maturana | Francisco Maturana |

### Copa Mundial de 1998
| #  | Nombre                  | Posición           | Edad               | Club                   |
| -- | ----------------------- | ------------------ | ------------------ | ---------------------- |
| 1  | Óscar Córdoba           | Portero            | 28 años            | Boca Juniors           |
| 2  | Iván Ramiro Córdoba     | Defensa            | 21 años            | San Lorenzo            |
| 3  | Ever Palacios           | Defensa            | 28 años            | Atlético Nacional      |
| 4  | José Fernando Santa     | Defensa            | 27 años            | Atlético Nacional      |
| 5  | Jorge Bermúdez          | Defensa            | 26 años            | Boca Juniors           |
| 6  | Mauricio Serna          | Mediocampista      | 30 años            | Boca Juniors           |
| 7  | Antony de Ávila         | Delantero          | 34 años            | Barcelona              |
| 8  | John Harold Lozano      | Mediocampista      | 26 años            | Real Valladolid        |
| 9  | Adolfo Valencia         | Delantero          | 30 años            | Independiente Medellín |
| 10 | Carlos Valderrama       | Mediocampista      | 36 años            | Miami Fusion           |
| 11 | Faustino Asprilla       | Delantero          | 28 años            | Parma                  |
| 12 | Miguel Calero           | Portero            | 27 años            | Atlético Nacional      |
| 13 | Wilmer Cabrera          | Defensa            | 30 años            | Millonarios            |
| 14 | Jorge Bolaño            | Mediocampista      | 21 años            | Junior de Barranquilla |
| 15 | Víctor Hugo Aristizábal | Delantero          | 26 años            | São Paulo              |
| 16 | Luis Antonio Moreno     | Defensa            | 27 años            | Deportes Tolima        |
| 17 | Andrés Estrada          | Mediocampista      | 30 años            | Deportivo Cali         |
| 18 | John Wilmar Pérez       | Mediocampista      | 28 años            | Deportivo Cali         |
| 19 | Freddy Rincón           | Mediocampista      | 31 años            | Corinthians            |
| 20 | Hamilton Ricard         | Delantero          | 24 años            | Middlesbrough          |
| 21 | Léider Preciado         | Delantero          | 21 años            | Independiente Santa Fe |
| 22 | Faryd Mondragón         | Portero            | 27 años            | Independiente          |
| DT | Hernán Darío Gómez      | Hernán Darío Gómez | Hernán Darío Gómez | Hernán Darío Gómez     |

### Copa Mundial de 2014
| #     | Nombre                  | Posición      | Edad          | Club                   |
| ----- | ----------------------- | ------------- | ------------- | ---------------------- |
| 1     | David Ospina 2º         | Portero       | 25 años       | Niza                   |
| 2     | Cristian Zapata         | Defensa       | 27 años       | A.C. Milan             |
| 3     | Mario Alberto Yepes     | Defensa       | 38 años       | Atalanta               |
| 4     | Santiago Arias          | Defensa       | 22 años       | PSV Eindhoven          |
| 5     | Carlos Carbonero        | Mediocampista | 23 años       | River Plate            |
| 6     | Carlos Sánchez          | Mediocampista | 28 años       | Elche                  |
| 7     | Pablo Armero            | Defensa       | 27 años       | West Ham United        |
| 8     | Abel Aguilar            | Mediocampista | 29 años       | Toulouse               |
| 9     | Teófilo Gutiérrez       | Delantero     | 29 años       | River Plate            |
| 10    | James Rodríguez         | Mediocampista | 22 años       | A.S. Mónaco            |
| 11    | Juan Guillermo Cuadrado | Mediocampista | 26 años       | Fiorentina             |
| 12    | Camilo Vargas           | Portero       | 25 años       | Independiente Santa Fe |
| 13    | Freddy Guarín           | Mediocampista | 27 años       | Inter de Milán         |
| 14    | Víctor Ibarbo           | Mediocampista | 24 años       | Cagliari               |
| 15    | Alexander Mejía         | Mediocampista | 25 años       | Atlético Nacional      |
| 16    | Éder Álvarez Balanta    | Defensa       | 21 años       | River Plate            |
| 17    | Carlos Bacca            | Delantero     | 27 años       | Sevilla                |
| 18    | Camilo Zúñiga           | Defensa       | 28 años       | Napoli                 |
| 19    | Adrián Ramos            | Delantero     | 28 años       | Hertha Berlín          |
| 20    | Juan Fernando Quintero  | Mediocampista | 21 años       | Porto                  |
| 21    | Jackson Martínez        | Delantero     | 27 años       | Porto                  |
| 22    | Faryd Mondragón         | Portero       | 42 años       | Deportivo Cali         |
| 23    | Carlos Valdés           | Defensa       | 29 años       | San Lorenzo            |
| D. T. | José Pekerman           | José Pekerman | José Pekerman | José Pekerman          |

### Copa Mundial de 2018
| #     | Nombre                  | Posición      | Edad          | Club                   |
| ----- | ----------------------- | ------------- | ------------- | ---------------------- |
| 1     | David Ospina            | Portero       | 29 años       | Arsenal                |
| 2     | Cristian Zapata         | Defensa       | 31 años       | Milan                  |
| 3     | Óscar Murillo           | Defensa       | 30 años       | Pachuca                |
| 4     | Santiago Arias          | Defensa       | 26 años       | PSV Eindhoven          |
| 5     | Wilmar Barrios          | Mediocampista | 24 años       | Boca Juniors           |
| 6     | Carlos Sánchez 3º       | Mediocampista | 32 años       | Espanyol               |
| 7     | Carlos Bacca            | Delantero     | 31 años       | Villarreal             |
| 8     | Abel Aguilar            | Mediocampista | 33 años       | Deportivo Cali         |
| 9     | Radamel Falcao          | Delantero     | 32 años       | A.S.Mónaco             |
| 10    | James Rodríguez 2º      | Mediocampista | 26 años       | Bayern Munich          |
| 11    | Juan Guillermo Cuadrado | Mediocampista | 29 años       | Juventus               |
| 12    | Camilo Vargas           | Portero       | 29 años       | Deportivo Cali         |
| 13    | Yerry Mina              | Defensa       | 23 años       | Barcelona              |
| 14    | Luis Muriel             | Delantero     | 27 años       | Sevilla                |
| 15    | Mateus Uribe            | Mediocampista | 27 años       | Club América           |
| 16    | Jefferson Lerma         | Mediocampista | 23 años       | Levante                |
| 17    | Johan Mojica            | Defensa       | 25 años       | Girona                 |
| 18    | Farid Díaz              | Defensa       | 34 años       | Club Olimpia           |
| 19    | Miguel Borja            | Delantero     | 25 años       | Palmeiras              |
| 20    | Juan Fernando Quintero  | Mediocampista | 25 años       | River Plate            |
| 21    | José Izquierdo          | Mediocampista | 25 años       | Brighton & Hove Albion |
| 22    | José Fernando Cuadrado  | Portero       | 32 años       | Once Caldas            |
| 23    | Davinson Sánchez        | Defensa       | 22 años       | Tottenham Hotspur      |
| D. T. | José Pekerman           | José Pekerman | José Pekerman | José Pekerman          |